# 문경태
문경태(1979년 6월 28일 ~ )은 대한민국의 연출가이다. 초기에는 MBC에 입사하였으며, 2018년 11월 TV CHOSUN으로 이적하였다.

## 작품 목록
- 《나 혼자 산다》 (2013-2015)
- 《연애고시》 (2014)
- 《진짜 사나이》 (2015-2016)
- 《내일은 미스트롯》 (2018)